# Emmanuel Grouchy
Emmanuel de Grouchy, markis de Grouchy, född 23 oktober 1766 i Paris, död 29 maj 1847 i Saint-Étienne, var en fransk marskalk under Napoleonkrigen. 
Grouchy härstammade från en gammal adlig ätt och var officer redan före revolutionen, som han genast anslöt sig till. 1792 blev han generalmajor, 1793 generallöjtnant och var en tid Lazare Hoches stabschef. Grouchy kämpade 1798-99 i Italien, där han blev sårad och fången men utväxlades 1800. Han deltog därefter i fälttågen 1805-07, blev guvernör i Madrid och bidrog till segern i slaget vid Wagram 1809. I Ryssland utmärkte sig Grouchy särskilt under återtåget som befälhavare för den blott av officerare bestående "heliga skvadronen". 1814 kommenderade Grouchy linjekavalleriet i huvudarmén, blev 1815 marskalk av Frankrike och sändes efter slaget vid Ligny med 35.000 man att förfölja Gebhard Leberecht von Blücher. Vid Wavre blev han uppehållen av en preussisk kår, och förhindrades att ingripa slaget vid Waterloo, något som bidrog till Napoleons förlust i slaget. Om fördelningen av ansvaret för det inträffade mellan Napoleon och Grouchy går meningarna isär. Grouchy flydde därefter till USA, benådades 1821 men återfick först 1831 sin rang.